# Jessica Simon
Pour les articles homonymes, voir Simon.
Jessica Simon est une gymnaste trampoliniste allemande née le 20 janvier 1985 à Nottuln. 
Son palmarès international est le suivant :
- championne du monde de trampoline synchronisé en 2011 avec Anna Dogonadze
- médaillée de bronze mondiale de trampoline synchronisé en 2003 et en 2005 avec Anna Dogonadze
- médaillée de bronze aux Jeux mondiaux de 2009 en trampoline synchronisé avec Carina Baumgärtner[2].
- championne d'Europe de trampoline synchronisé en 2010 avec Anna Dogonadze
- vice-championne d'Europe par équipe en 2010
- médaillée de bronze continentale de trampoline synchronisé en 2006 avec Anna Dogonadze